# 黃世銘案
黃世銘案是當時擔任最高法院檢察署檢察總長的黃世銘，在任內九月政爭期間，涉嫌犯下洩密、非法監聽（甚至有監聽國會事件）等刑事罪嫌案件，以及檢察官林秀濤另對黃世銘提出名譽權受損害之民事告訴。

## 背景
7月13日至9月5日，特偵組取得林秀濤的簡訊，懷疑林秀濤可能收受賄賂，或以不上訴來換取升遷機會，向法院取得三張監聽票，對林秀濤進行監聽；同時清查她的銀行帳戶、信用卡資料等。但事後，立委要求最高檢察署提供監聽林秀濤監聽票，其中一張，不但沒有林的電話，反而和監聽柯建銘的四張監聽票是同一張，還出現吳健保的電話。連林秀濤女兒，尚在就讀小學，居然也被掛線監聽，特偵組還意外聽到林秀濤女兒與別人的私密通話。
林秀濤於9月6日表示，特偵組引用她的證詞，卻曲解她的意思。9月10日，林秀濤表示特偵組8月31日來電要求隔天親赴特偵組說明案件。但特偵組拒絕回答訊問理由，林為了釐清事件，當晚即主動前去特偵組。林秀濤事後聲稱，因她拒絕回答，訊問檢察官以移送法辦、裁罰、測謊等方式施壓，林因感到緊張，便以零星記憶答覆。檢察總長黃世銘當晚即向總統報告此案。林秀濤事後得知，批評黃世銘「一邊叫我不要洩密，自己卻跟總統說，事後又拿我開刀，真是太過分了。」

## 過程
黃世銘於2013年9月25日在立法委員的質詢中，承認因為柯建銘案，從7月13日至9月5日監聽林秀濤。但黃於9月9日的記者會表示「只對柯委員一個監聽，一個人監聽，沒有對國會議長的監聽」，黃遭質疑在9月9日的記者會中說謊。特偵組於9月26日表示，黃在9月9日的說法是指在柯建銘、王金平兩人中，僅有對柯建銘一人合法監聽，並無監聽國會議長，並將媒體報導「黃世銘強調全案只監聽一人」斥為斷章取義，而部分媒體也形容特偵組的說法為「硬拗」。更離譜的是，民進黨立委管碧玲取得特偵組監聽票發現，特偵組於5月16日至6月14日監聽國會總機，可聽到所有立法委員的通訊，特偵組立刻出面否認監聽國會。但立委吳秉叡、管碧玲公開實驗撥打電話，當場揭穿，檢察總長黃世銘於是召開記者會承認，並向社會大眾致歉。朝野立委痛批黃世銘、特偵組違法濫權，居然監聽國會。
11月1日，台北地檢署以涉嫌公務員洩密罪與違反「通訊監察保障法」，起訴黃世銘。違法監聽與偽造文書部份，因證據不足，不起訴。進入司法程序後，由羅明通、王清峰與王如玄組成義務律師團，為黃世銘辯護。
12月27日，江宜樺以證人身份出庭，江宜樺供稱，因當時黃世銘直屬長官前法務部長曾勇夫涉案，才會越級向行政院報告。而黃世銘於9月4日會見江宜樺時所呈交的關說案書面報告，江宜樺則認為其非正式公文，已於9月6日記者會後銷毀。
2014年3月21日，台北地方法院以洩密罪判決黃世銘有罪，徒刑1年2個月，可易科罰金42萬元。黃世銘宣布請辭檢察總長一職，但將會上訴。4月3日，總統府批准辭呈，黃世銘回任最高檢察署檢察官。
2015年2月12日，臺灣高等法院合議庭認定黃世銘向總統及行政院長洩露偵察中的偵辦內容與通聯記錄等機密事項，依違反《通訊保障及監察法》及洩密罪判黃世銘1年3月徒刑，得易科罰金45萬5千元，全案定讞。